# USS Block Island (CVE-106)
USS Block Island (CVE-106) là một tàu sân bay hộ tống lớp Commencement Bay được Hải quân Hoa Kỳ chế tạo trong Chiến tranh Thế giới thứ hai. Nó là chiếc tàu chiến thứ hai của Hải quân Mỹ được đặt theo eo biển Block Island ngoài khơi Rhode Island, và cũng để vinh danh tàu sân bay hộ tống cùng tên Block Island (CVE-21), bị mất khi đụng độ tàu ngầm Đức ngoài khơi Đại Tây Dương. Chỉ hoàn tất khi Thế Chiến II ở vào giai đoạn kết thúc, con tàu chỉ hoạt động được ít lâu, nhưng tiếp tục phục vụ sau đó trong Chiến tranh Lạnh cho đến khi xuất biên chế năm 1954 và bị tháo dỡ năm 1960. Block Island được tặng thưởng hai Ngôi sao Chiến trận do thành tích phục vụ trong Thế Chiến II.

## Thiết kế và chế tạo
Dưới tên ban đầu là St. Joseph Bay, con tàu được đặt lườn tại xưởng tàu của hãng Todd Pacific Shipyards ở Tacoma, Washington vào ngày 25 tháng 10 năm 1943. Nó được hạ thủy vào ngày 10 tháng 6 năm 1944, chỉ 12 ngày sau khi Block Island (CVE-21) bị đánh chìm; được đỡ đầu bởi bà E. J. (Grace) Hallenbeck (mẹ Thiếu tá Pappy Boyington, đang là tù binh chiến tranh của Nhật Bản), và nhập biên chế như là chiếc Block Island (CVE-106) vào ngày 30 tháng 12 năm 1944 dưới quyền chỉ huy của Hạm trưởng, Đại tá Hải quân F. M. Hughes.

## Lịch sử hoạt động

### Thế Chiến II
Block Island khởi hành đi Trân Châu Cảng vào ngày 20 tháng 3, 1945, và sau khi đến nơi nỏ trải qua một giai đoạn tiếp liệu và huấn luyện nhằm chuẩn bị tham gia chiến dịch đổ bộ tiếp theo lên Okinawa. Nó rời vùng biển Hawaii vào ngày 17 tháng 4 để hướng sang khu vực chiến sự ngang qua Ulithi, và tiến hành các hoạt động không lực ngay sau khi đến nơi vào ngày 3 tháng 5, kéo dài cho đến ngày 16 tháng 6, khi nó lên đường đi Leyte, Philippines. Sau một kỳ nghỉ ngắn tại vịnh San Pedro, chiếc tàu sân bay băng qua eo biển Makassar để đi Borneo, và từ ngày 26 tháng 6 đến ngày 6 tháng 7, nó tham gia các hoạt động không kích tại Balikpapan. Con tàu đi đến Guam, và đang ở lại đây khi Nhật Bản đầu hàng vào ngày 15 tháng 8, kết thúc cuộc chiến tranh.

### 1945 - 1954
Từ ngày 6 đến ngày 9 tháng 9, Block Island tham gia vào việc giải cứu những tù binh chiến tranh Đồng Minh khỏi các trại tù binh ở Đài Loan. Nó tiếp tục hoạt động tại khu vực Viễn Đông cho đến ngày 14 tháng 10, khi nó lên đường quay trở về Hoa Kỳ, về đến San Diego, California vào ngày 11 tháng 12. Rời vùng bờ Tây vào ngày 6 tháng 1, 1946, nó băng qua kênh đào Panama để đi sang vùng bờ Đông, đi đến Norfolk, Virginia vào ngày 20 tháng 1. Nó được cho xuất biên chế vào ngày 28 tháng 5, 1946 và đưa về thành phần dự bị tại Norfolk.
Vào ngày 29 tháng 5, 1946, được kéo từ Norfolk đến Annapolis, Maryland, nơi nó chuyển sang thuộc quyền Học viện Hải quân Hoa Kỳ và phục vụ như một tàu huấn luyện. Vai trò này kết thúc vào ngày 3 tháng 10, 1950, và nó được đưa trở lại cùng Hạm đội Dự bị Đại Tây Dương.
Block Island nhập biên chế trở lại vào ngày 28 tháng 4, 1951 và trình diện để hoạt động cùng Hạm đội Đại Tây Dương. Từ tháng 6, 1951 đến tháng 11, 1953, nó hoạt động tại chỗ ngoài khơi Virginia Capes, đồng thời thực hiện bốn chuyến đi đến vùng biển Caribe và một chuyến vượt Đại Tây Dương để viếng thăm Anh, Pháp và Ý từ ngày 17 tháng 4 đến ngày 26 tháng 6, 1953.

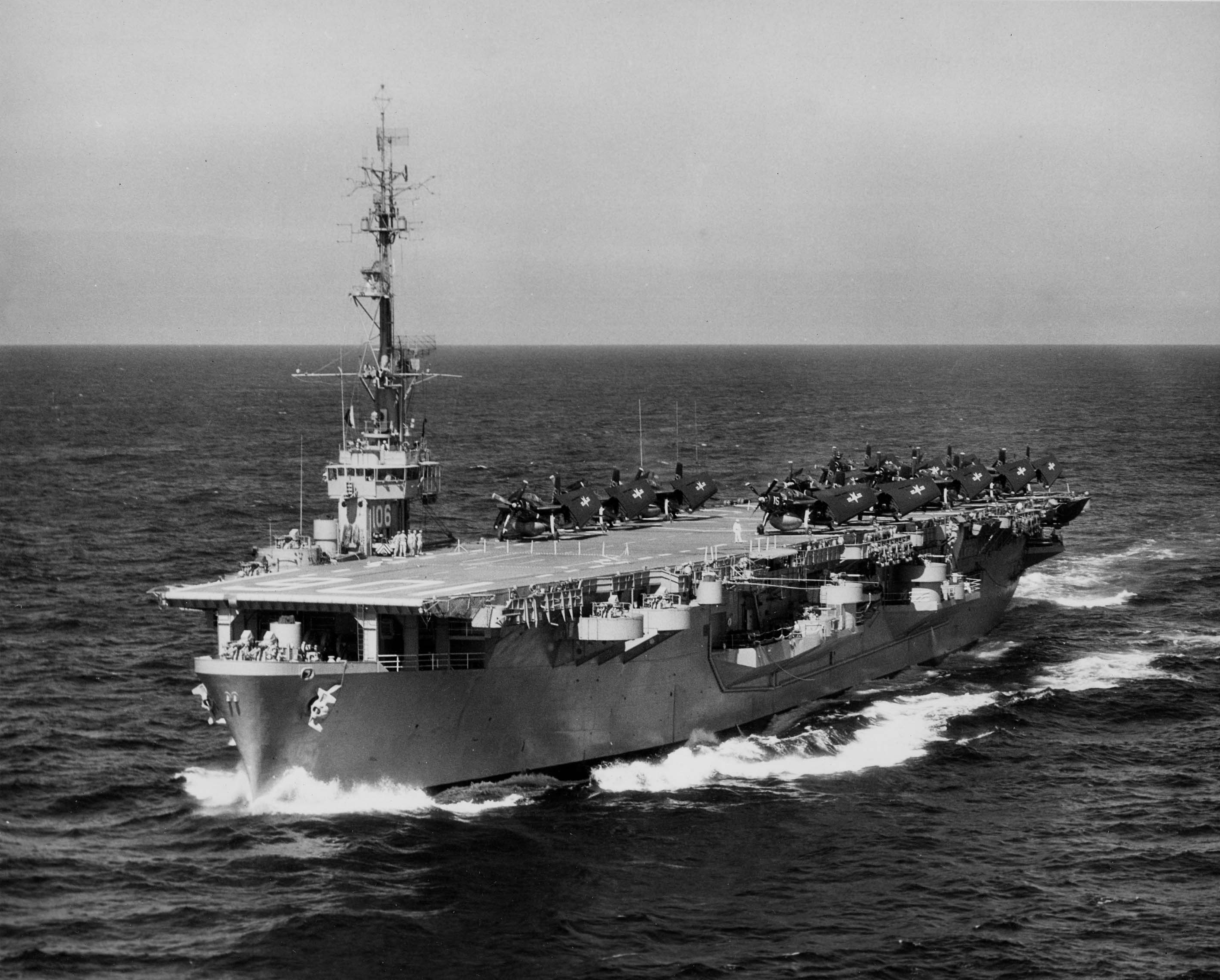
Block Island trên đường đi, mùa Hè năm 1953

Vào ngày 15 tháng 1, 1954, Block Island được đưa về thành phần dự bị tại Philadelphia, và sau đó rút biên chế vào ngày 27 tháng 8, 1954. Trong những năm 1957 - 1958, nó được xếp lại lớp như LPH-1 với dự định cải biến thành một tàu đổ bộ tấn công, nhưng công việc cải biến bị hủy bỏ và con tàu mang lại ký hiệu lườn cũ CVE-106. Tên nó được cho rút khỏi danh sách Đăng bạ Hải quân vào ngày 1 tháng 7, 1959.

## Phần thưởng
Block Island được trao tặng hai Ngôi sao Chiến đấu do thành tích phục vụ trong Thế Chiến II.